# Original Vintage Orchestra
Original Vintage Orchestra je profesionální hudební big band založený v roce 2016 kapelníkem Petrem Kroutilem.
V dubnu 2019 se v Lucerna Music Baru uskutečnil křest prvního CD kapely s názvem We Are the Swing Champions

## Diskografie
- CD

1. We Are the Swing Champions (2019, Original Vintage Orchestra)